# ひまわり賞 (小倉競馬)
ひまわり賞（ひまわりしょう）は、小倉競馬場の芝1200mで行われている日本中央競馬会の競走（平地競走）である。
正賞はソウル馬主協会賞。

## 概要
サラブレッド系2歳オープン特別・九州産馬限定競走である。
それまでの九州産3歳特別を1988年に現名称に改称し、1997年からは地方競馬との交流競走となり、2000年には佐賀のコウセイロマンが優勝している。2019年より佐賀競馬場にて九州軽種馬協会協賛のトライアル競走「ひまわり賞チャレンジカップ」（佐賀所属2歳九州産馬限定、ダート1300m）が施行されている。
距離は芝1200m。1998年は小倉競馬場の改修工事により、京都競馬場の芝内回り1400mで行われた。
負担重量は別定で、55kgを基本に、収得賞金が500万円超過馬は2kg増、未出走馬及び未勝利馬は2kg減と定められている。地方競馬所属馬については未勝利馬、未出走馬は出走できない。
2025年の賞金は、1着1400万円、2着560万円、3着350万円、4着210万円、5着140万円。
なお、九州産馬限定競走は他にも地方競馬でたんぽぽ賞、霧島賞、九州産グランプリが行われている。

## 歴代優勝馬
コース種別を表記していない距離は、芝コースを表す。
馬齢は2001年以降の表記に統一する。
| 施行日        | 競馬場 | 距離  | 優勝馬             | 性齢 | タイム | 優勝騎手   | 管理調教師 |
| ------------- | ------ | ----- | ------------------ | ---- | ------ | ---------- | ---------- |
| 1988年8月27日 | 小倉   | 1200m | コウユーアサミ     | 牝2  | 1:12.3 | 田島信行   | 領家政蔵   |
| 1989年9月2日  | 小倉   | 1200m | ウィステリアガール | 牝2  | 1:13.5 | 上野清章   | 崎山博樹   |
| 1990年9月1日  | 小倉   | 1200m | カノヤウルフ       | 牡2  | 1:11.8 | 南井克巳   | 坂口正則   |
| 1991年8月31日 | 小倉   | 1200m | カシノコウエイ     | 牝2  | 1:10.5 | 増井裕     | 吉永忍     |
| 1992年9月5日  | 小倉   | 1200m | タハラジュピック   | 牝2  | 1:11.9 | 土肥幸広   | 二分久男   |
| 1993年9月4日  | 小倉   | 1200m | ヨシノジェーン     | 牝2  | 1:11.7 | 土肥幸広   | 吉永猛     |
| 1994年8月27日 | 小倉   | 1200m | タハラタイシン     | 牡2  | 1:12.1 | 東田幸男   | 二分久男   |
| 1995年8月26日 | 小倉   | 1200m | サツマノオンナ     | 牝2  | 1:10.9 | 大崎昭一   | 橋口弘次郎 |
| 1996年8月31日 | 小倉   | 1200m | カシノリュウセイ   | 牡2  | 1:11.9 | 渡辺薫彦   | 須貝彦三   |
| 1997年8月30日 | 小倉   | 1200m | カノヤツヨシ       | 牡2  | 1:10.2 | 福永祐一   | 瀬戸口勉   |
| 1998年9月5日  | 京都   | 1400m | マークキングオー   | 牡2  | 1:23.5 | 藤田伸二   | 松田博資   |
| 1999年9月4日  | 小倉   | 1200m | カシノエトワール   | 牝2  | 1:10.3 | 高橋亮     | 山内研二   |
| 2000年9月2日  | 小倉   | 1200m | コウセイロマン     | 牡2  | 1:12.1 | 真島正徳   | 真島元徳   |
| 2001年9月1日  | 小倉   | 1200m | テイエムマズルカ   | 牡2  | 1:11.5 | 秋山真一郎 | 鹿戸明     |
| 2002年8月24日 | 小倉   | 1200m | マルシゲトニービン | 牝2  | 1:10.8 | 荻野要     | 武田博     |
| 2003年8月30日 | 小倉   | 1200m | マルシゲアリダー   | 牡2  | 1:12.2 | 池添謙一   | 湯窪幸雄   |
| 2004年8月28日 | 小倉   | 1200m | テイエムチュラサン | 牝2  | 1:09.4 | 小池隆生   | 小島貞博   |
| 2005年8月27日 | 小倉   | 1200m | ミッキーコマンド   | 牝2  | 1:09.8 | 石橋守     | 福島信晴   |
| 2006年8月26日 | 小倉   | 1200m | コウセイカズコ     | 牝2  | 1:10.8 | 吉永護     | 吉永正人   |
| 2007年8月25日 | 小倉   | 1200m | メッサーシュミット | 牡2  | 1:10.3 | 和田竜二   | 川村禎彦   |
| 2008年8月30日 | 小倉   | 1200m | コウエイハート     | 牝2  | 1:09.6 | 川田将雅   | 山内研二   |
| 2009年8月29日 | 小倉   | 1200m | パリスドール       | 牝2  | 1:10.3 | 太宰啓介   | 川村禎彦   |
| 2010年8月28日 | 小倉   | 1200m | テイエムキューバ   | 牡2  | 1:09.8 | 田嶋翔     | 小島貞博   |
| 2011年8月27日 | 小倉   | 1200m | ミスマルシゲ       | 牝2  | 1:09.1 | 北村友一   | 武田博     |
| 2012年8月25日 | 小倉   | 1200m | コウエイピース     | 牝2  | 1:08.9 | 川田将雅   | 山内研二   |
| 2013年8月24日 | 小倉   | 1200m | テイエムキュウコー | 牡2  | 1:08.8 | 幸英明     | 五十嵐忠男 |
| 2014年8月30日 | 小倉   | 1200m | エフェクト         | 牝2  | 1:09.0 | 国分優作   | 服部利之   |
| 2015年8月29日 | 小倉   | 1200m | キリシマオジョウ   | 牝2  | 1:09.8 | 小牧太     | 橋口弘次郎 |
| 2016年8月27日 | 小倉   | 1200m | カシノマスト       | 牡2  | 1:09.1 | 川須栄彦   | 蛯名利弘   |
| 2017年8月26日 | 小倉   | 1200m | レグルドール       | 牝2  | 1:09.6 | 高倉稜     | 杉山晴紀   |
| 2018年8月25日 | 小倉   | 1200m | カシノティーダ     | 牝2  | 1:09.0 | 高倉稜     | 田所秀孝   |
| 2019年8月24日 | 小倉   | 1200m | イロゴトシ         | 牡2  | 1:09.9 | 小崎綾也   | 牧田和弥   |
| 2020年8月29日 | 小倉   | 1200m | ヨカヨカ           | 牝2  | 1:09.2 | 福永祐一   | 谷潔       |
| 2021年8月28日 | 小倉   | 1200m | ヒノクニ           | 牝2  | 1:09.3 | 長岡禎仁   | 深山雅史   |
| 2022年8月27日 | 小倉   | 1200m | サツマノオンナ     | 牝2  | 1:08.9 | 藤岡康太   | 新谷功一   |
| 2023年8月26日 | 小倉   | 1200m | テイエムチュララン | 牝2  | 1:09.3 | 太宰啓介   | 畑端省吾   |
| 2024年7月20日 | 小倉   | 1200m | ケイテンアイジン   | 牡2  | 1:10.7 | 永島まなみ | 谷潔       |
| 2025年7月19日 | 小倉   | 1200m | アンへリータス     | 牝2  | 1:10.3 | 川田将雅   | 吉村圭司   |

### 各回競走結果の出典
- “JRA年度別全成績”.   日本中央競馬会. 2023年9月3日閲覧。
  - （2025年）“第2回 小倉競馬 第7日” (PDF).   日本中央競馬会. p. 5. 2025年7月20日閲覧。（索引番号：18081）
  - （2024年）“第3回 小倉競馬 第7日” (PDF).   日本中央競馬会. p. 5. 2024年7月21日閲覧。（索引番号：19081）
  - （2023年）“第3回 小倉競馬 第5日” (PDF).   日本中央競馬会. p. 5. 2023年9月3日閲覧。（索引番号：23057）
  - （2022年）“第4回 小倉競馬 第5日” (PDF).   日本中央競馬会. p. 5. 2023年9月3日閲覧。（索引番号：23057）
  - （2021年）“第4回 小倉競馬 第5日” (PDF).   日本中央競馬会. p. 5. 2023年9月3日閲覧。（索引番号：23057）
  - （2020年）“第2回 小倉競馬 第5日” (PDF).   日本中央競馬会. p. 5. 2023年9月3日閲覧。（索引番号：23057）
  - （2019年）“第2回 小倉競馬 第9日” (PDF).   日本中央競馬会. p. 5. 2023年9月3日閲覧。（索引番号：22105）
  - （2018年）“第2回 小倉競馬 第9日” (PDF).   日本中央競馬会. p. 5. 2023年9月3日閲覧。（索引番号：22105）
  - （2017年）“第2回 小倉競馬 第9日” (PDF).   日本中央競馬会. p. 5. 2023年9月3日閲覧。（索引番号：22105）
  - （2016年）“第2回 小倉競馬 第9日” (PDF).   日本中央競馬会. p. 5. 2023年9月3日閲覧。（索引番号：22105）
  - （2015年）“第2回 小倉競馬 第9日” (PDF).   日本中央競馬会. p. 5. 2023年9月3日閲覧。（索引番号：22105）
  - （2014年）“第2回 小倉競馬 第9日” (PDF).   日本中央競馬会. p. 5. 2023年9月3日閲覧。（索引番号：22105）
  - （2013年）“第2回 小倉競馬 第9日” (PDF).   日本中央競馬会. p. 5. 2023年9月3日閲覧。（索引番号：22105）
  - （2012年）“第2回 小倉競馬 第9日” (PDF).   日本中央競馬会. p. 5. 2023年9月3日閲覧。（索引番号：22105）
  - （2011年）“第4回 小倉競馬 第9日” (PDF).   日本中央競馬会. p. 5. 2023年9月3日閲覧。（索引番号：23105）
  - （2010年）“第3回 小倉競馬 第5日” (PDF).   日本中央競馬会. p. 9. 2023年9月3日閲覧。（索引番号：23057）
  - （2009年）“第3回 小倉競馬 第5日” (PDF).   日本中央競馬会. p. 8. 2023年9月3日閲覧。（索引番号：24056）
  - （2008年）“第3回 小倉競馬 第5日” (PDF).   日本中央競馬会. p. 11. 2023年9月3日閲覧。（索引番号：23059）
  - （2007年）“第3回 小倉競馬 第5日” (PDF).   日本中央競馬会. p. 11. 2023年9月3日閲覧。（索引番号：23035）
  - （2006年）“第3回 小倉競馬 第5日” (PDF).   日本中央競馬会. p. 11. 2023年9月3日閲覧。（索引番号：23059）
  - （2005年）“第3回 小倉競馬成績集計表” (PDF).   日本中央競馬会. pp. 2584-2585. 2023年9月3日閲覧。（索引番号：23059）
  - （2004年）“第3回 小倉競馬成績集計表” (PDF).   日本中央競馬会. pp. 2591-2592. 2023年9月3日閲覧。（索引番号：23058）
  - （2003年）“第3回 小倉競馬成績集計表” (PDF).   日本中央競馬会. pp. 2574-2575. 2023年9月3日閲覧。（索引番号：23058）
  - （2002年）“第3回 小倉競馬成績集計表” (PDF).   日本中央競馬会. pp. 2425-2426. 2023年9月3日閲覧。（索引番号：22058）
- netkeiba.comより
  - 1988年、1989年、1990年、1991年、1992年、1993年、1994年、1995年、1996年、1997年、1998年、1999年、2000年、2001年